# Catepsina
La catepsina es una proteína con actividad proteolítica (enzima), se encuentra en tejidos animales, cataliza la hidrólisis de proteínas a polipéptidos. Se encuentra en muchos tipos de células, incluyendo a todas las células de animales. Hay al menos una docena de miembros de esta familia de enzimas, que se diferencian entre sí por su estructura y por el tipo de proteína que atacan. La mayoría se activan al pH ácido que hay en el interior de los lisosomas, por lo que su actividad suele darse en el interior de dichos orgánulos.
Las catepsinas tienen una importancia fundamental en el recambio proteico de las células de mamíferos, más concretamente en la reabsorción ósea, donde se encargan de la degradación de proteínas.

## Implicaciones clínicas
Las catepsinas están relacionadas con:
- Cáncer[1]
- Ataque cerebrovascular[2]
- Enfermedad de Alzheimer
- Artritis[3]
- Ébola: Se ha descubierto que la catepsina L y en menor medida la catepsina B son necesarias para la entrada del virus en la célula hospedadora.
- EPOC (enfermedad pulmonar obstructiva crónica)
- Síndrome de Papillon-Lefèvre

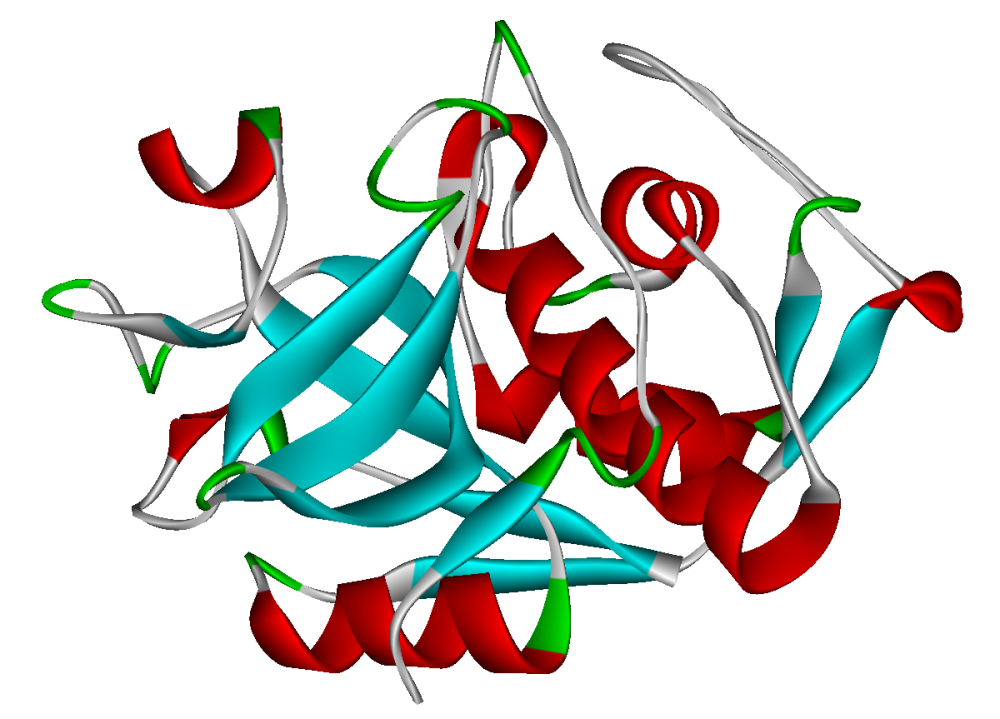
Cathepsin K.

Catepsina A: Deficiencias en esta enzima están ligadas a múltiples formas de galactosialidosis. La actividad de la catepsina A es significativamente más alta en lisados de células metastáticas de melanoma maligno que en lisados de células normales. También se ha comprobado que su concentración aumenta en el músculo afectado por distrofia muscular y por enfermedades de los nervios que lo inervan.
Catepsina B: parece actuar destruyendo las proteínas que causan placa amiloidea, la raíz de los síntomas del Alzheimer, pudiendo incluso que sea una defensa natural contra esta enfermedad usada por las personas que no la padecen. También se ha relacionado esta catepsina con la progresión de varios tumores incluyendo el cáncer de ovario. Parece también implicada con la degradación de proteínas miofibrilares en el infarto de miocardio.

## Historia
La primera descripción de "catepsina" que aparece en PubMed fue en el Journal of Biological Chemistry in 1949.
Sin embargo, las referencias dentro de este artículo indican que fue primero identificada y nombrada a principios del siglo XX. Gran parte de este trabajo pionero fue hecho en el laboratorio de Max Bergman, que dedicó las primeras décadas del siglo a definir estas proteasas